# Iwan Grigorjewitsch Pawlowski
Iwan Grigorjewitsch Pawlowski (russisch Ива́н Григо́рьевич Павло́вский; * 29. Oktoberjul. / 11. November 1909greg. in Chmelnizki, Gouvernement Podolien, Russisches Kaiserreich; † 27. November 1999 in Moskau) war ein sowjetischer Offizier und zuletzt Armeegeneral der Sowjetarmee, der unter anderem zwischen 1967 und 1980 stellvertretender Verteidigungsminister und Oberbefehlshaber der Landstreitkräfte der UdSSR war. Er war einer der Hauptverantwortlichen für Planung, Organisation und Durchführung des Einmarsches der Truppen des Warschauer Paktes zur Niederschlagung des Prager Frühlings in der Nacht zum 21. August 1968.

## Leben

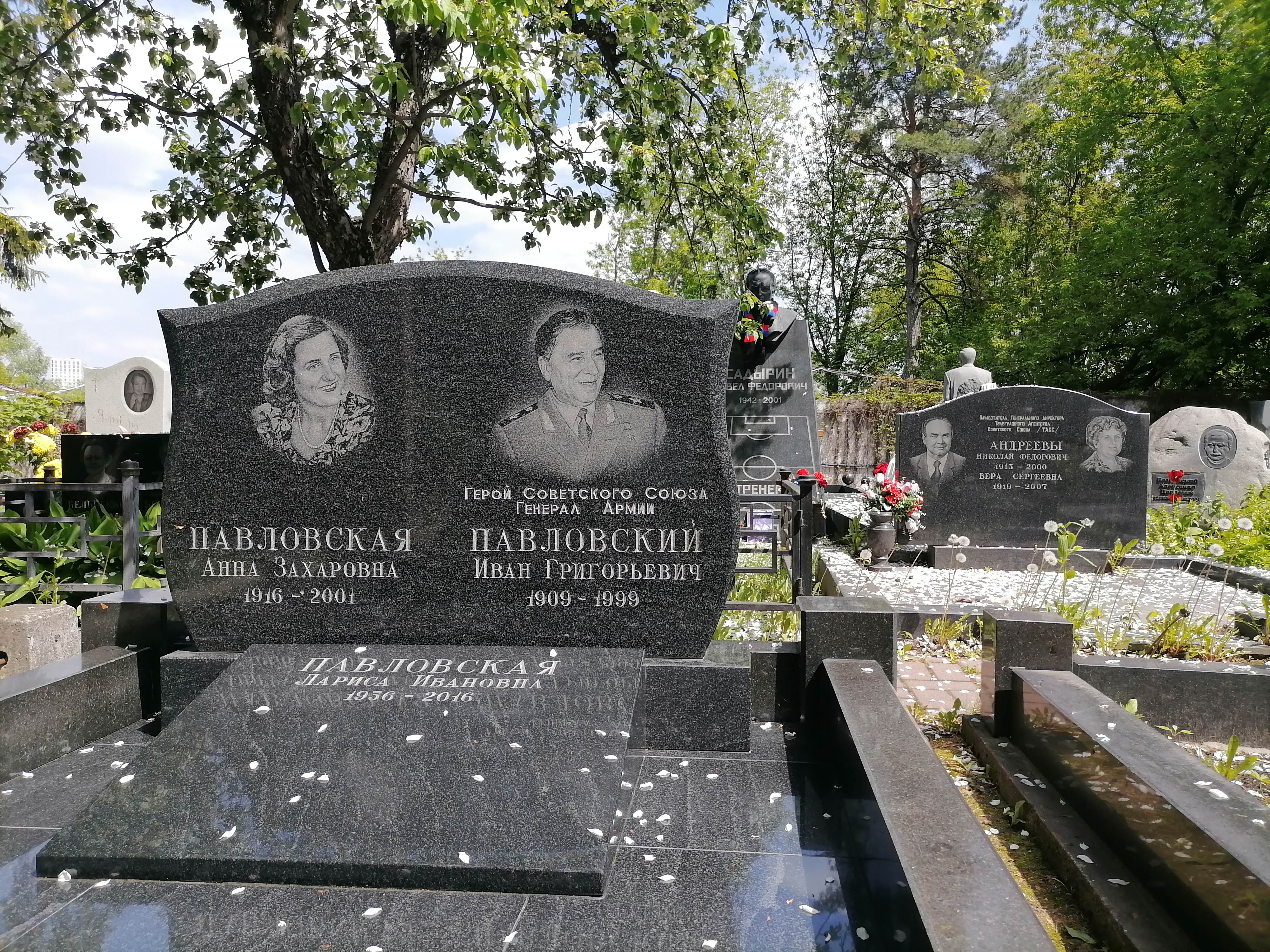
Grabstätte von Armeegeneral Iwan Grigorjewitsch Pawlowski auf dem Kunzewoer Friedhof in Moskau.

Iwan Grigorjewitsch Pawlowski trat 1931 in die Rote Armee ein und wurde 1939 Mitglied der Kommunistischen Partei der Sowjetunion (KPdSU). 1941 war er Absolvent der Militärakademie „Michail Wassiljewitsch Frunse“ und kam im Zweiten Weltkrieg während des Deutsch-Sowjetischen Krieges (1941 bis 1945) an Südfront, Transkaukasusfront, Nordkaukasusfront, 1. Ukrainischer Front sowie 1. Weißrussischer Front zum Einsatz. Nachdem er 1941 Chef des Stabes und Kommandeur eines Schützenregiments war, wurde er 1942 Kommandeur der 9. Garde-Schützenbrigade und war vom 6. Mai 1943 bis zum 9. Mai 1945 Kommandeur der 328. Schützendivision.
Nach dem Krieg wurde Pawlowski am 11. Mai 1945 zum Generalmajor befördert und war 1948 Absolvent der Höheren Militärakademie der Sowjetarmee „Kliment Jefremowitsch Woroschilow“. Danach übernahm er zahlreiche verantwortlichen Führungspositionen und war unter anderem zwischen September 1952 und dem 21. Juli 1955 Kommandeur des VI. Schützenkorps, wobei er in dieser Verwendung am 31. Mai 1954 seine Beförderung zum Generalleutnant erhielt. Nachdem er zwischen dem 21. Juli 1955 und dem 16. April 1958 Kommandeur der 7. Gardearmee war, fungierte er vom 16. April 1958 bis zum 4. Juni 1961 als stellvertretender Oberkommandierender des Transkaukasischen Militärbezirks und wurde als solcher am 7. Mai 1960 zum Generaloberst befördert. Als Nachfolger von Generaloberst Andrei Trofimowitsch Stutschenko übernahm er im Juni 1961 den Posten als Oberkommandierender des Wolga-Militärbezirks und hatte diesen bis zum 25. November 1963 inne, woraufhin Generaloberst Nikolai Grigorjewitsch Ljaschtschenko seine Nachfolge antrat. Er war zudem von der sechsten bis zur neunten Legislaturperiode (1962 bis 1979) Deputierter des Obersten Sowjets der UdSSR. Am 26. November 1963 wurde er Nachfolger von Armeegeneral Jakow Grigorjewitsch Kreiser als Oberkommandierender des Fernöstlichen Militärbezirks und hatte dieses Kommando bis zu seiner Ablösung durch Generaloberst Oleg Alexandrowitsch Losik am 3. Mai 1967 inne. Auf dem XXIII. Parteitag der KPdSU (29. März bis 8. April 1966) wurde er Mitglied der Zentralen Prüfungskommission der KPdSU und behielt diese Funktion bis zum XXIV. Parteitag der KPdSU (30. März bis 9. April 1971).
Am 12. April 1967 wurde Iwan Pawlowski nach seiner Beförderung zum Armeegeneral stellvertretender Verteidigungsminister und behielt dieses Amt bis zum 26. Mai 1980. Zugleich übernahm er am 5. November 1967 den Posten als Oberbefehlshaber der Landstreitkräfte der UdSSR, der seit der Abberufung von Marschall Wassili Iwanowitsch Tschuikow 1964 nicht mehr besetzt war. Damit war er einer der Hauptverantwortlichen für Planung, Organisation und Durchführung des Einmarsches der Truppen des Warschauer Paktes zur Niederschlagung des Prager Frühlings in der Nacht zum 21. August 1968. Er hatte diesen Posten mehr als 13 Jahre lang bis zum 26. November 1980 inne, woraufhin Armeegeneral Wassili Iwanowitsch Petrow dieses Kommando übernahm. Am 21. Februar 1969 wurde er Held der Sowjetunion und auf dem XXIV. Parteitag der KPdSU 1971 auch Mitglied des Zentralkomitees (ZK) der KPdSU, dem er bis zum XXVI. Parteitag der KPdSU (23. Februar bis 3. März 1981) angehörte.

## Auszeichnungen (Auswahl)
Iwan Grigorjewitsch Pawlowski wurde mehrfach ausgezeichnet und erhielt unter anderem folgende Orden und Ehrungen:
- Held der Sowjetunion
- Leninorden (2 ×)
- Rotbannerorden (6 ×)
- Suworow-Orden II. Klasse
- Orden des Roten Sterns
- Medaille der Waffenbrüderschaft in Gold